# Paulo Dantas (escritor)
Paulo Dantas Neto (Simão Dias, 13 de janeiro de 1922 - 11 de junho de 2007) foi um escritor, jornalista, editor e crítico literário sergipano.

## Biografia
Nascido em Simão Dias em 1922, mudou-se com a família para a Bahia em 1938. Depois mudou-se para o Rio de Janeiro, trabalhando na Civilização Brasileira e no jornal Dom Casmurro.
Foi um dos fundadores, juntamente com Sérgio Milliet, da União Brasileira de Escritores, em 17 de janeiro de 1958, decorrente da fusão da Associação Brasileira de Escritores (de 1942) e da Sociedade Paulista de Escritores (de 1951).
Publicou mais de 30 livros, entre romances, novelas e biografias. Foi biógrafo de autores como Lima Barreto, Aluísio Azevedo e Afonso Arinos. Trocou cartas com Guimarães Rosa, as quais publicou no livro Sagarana Emotiva.
Trabalhou como editor da Livraria Francisco Alves. Editou Carolina Maria de Jesus. 
Morreu aos 85 anos, no dia 11 de junho de 2007, em São Paulo.

## Principais obras
- Muralhas Cinzentas (1943) - novela
- As Águas não Dormem  (1946) - novela
- Cidade Enferma (1950) - romance
- Chão de Infância (1953) - novela
- Purgatório (1955) - romance
- Capitão Jagunço (1959) - ficção narrativa
- Euclides, Opus 66
- Os Sertões de Euclides e Outros Sertões, Estórias e Lendas do Nordeste (antologia)
- Sagarana Emotiva - Cartas de Guimarães Rosa ao Autor

## Prêmios
- Prêmio Coelho Neto da Academia Brasileira de Letras com o romance Cidade Enferma[4].
- Prêmio Afonso Arinos da Academia Brasileira de Letras com a novela Muralhas Cinzentas.
- Prêmio Câmara Municipal de São Paulo com Os Sertões de Euclides e Outros Sertões.